# Cal Doctor Martí
Cal Doctor Martí és un xalet d'estil eclèctic al nucli de Sant Feliu de Llobregat (Baix Llobregat) protegit com a Bé Cultural d'Interès Local. Edifici de planta rectangular i dos pisos, acabat en terrat amb balustres. Presenta una torre amb sostre a quatre vessants adossada i inclosa a la façana principal. Té moltes finestres, per tant una gran il·luminació interna.
Darrere la casa hi ha un gran pati, amb entrada des del carrer Vidal i Ribas. Des de la casa s'hi accedeix per una sortida en terrassa, amb balustres i escalinata.